# اورنتا
اورنتا (به لاتین: Orneta) یک شهر و گمینا در لهستان است که در گمینا اورنتا واقع شده‌است. اورنتا ۹٫۶۳ کیلومتر مربع مساحت و ۸٬۹۵۱ نفر جمعیت دارد.